# Spawn: Armageddon
Spawn: Armageddon è un videogioco distribuito nel 2003 per PlayStation 2, Xbox e GameCube. Basato sul personaggio dei fumetti Spawn e più precisamente sulla parte della serie che va dal numero 1 al 99, il gioco vede la partecipazione di Todd McFarlane, autore del personaggio, come direttore di produzione.

## Trama
Il gioco inizia con Spawn, alias Al Simmons, che si trova sopra al tetto di una vecchia cappella dimenticata a New York. Qui comincia a ripensare alla sua vita precedente tramite dei flashback, dove ricorda con odio il tradimento di Jason Wynn, il suo superiore nella CIA, che lo fece uccidere in missione per evitare che svelasse dei segreti pericolosi. All'improvviso, un fortissimo lampo di luce verde attraversa tutta la città, segnando così l'inizio della guerra del demone contro gli angeli in una lunga e cruenta battaglia nota con il nome di Armageddon. Sceso dai tetti, Spawn arriva in strada non solo per rispondere alla chiamata, ma anche per vendicarsi.

## Modalità di gioco
Il gameplay si basa su combattimenti veloci in stile hack and slash (simile alle serie di Devil May Cry e God of War), oltre all'opportunità di raccogliere oggetti, punti tecnica, e le copertine originali dei fumetti del protagonista. L'arma principale di Spawn è l'"Ascia dell'Agonia" (Agony Axe), la quale può tagliare in due qualsiasi demone; ha inoltre a disposizione le sue catene estensibili, che fanno parte del costume, con le quali può colpire più bersagli velocemente. Può inoltre trovare e usare altre armi come pistole e fucili contro i demoni più forti. Particolarità del personaggio è che può usare vari poteri infernali, in particolare il necroplasma. Come gli altri tipi di giochi del genere, con il proseguire della storia il giocatore potrà raccogliere le anime dei demoni per poter migliorare le proprie statistiche, potenziare le proprie armi, accrescere la barra dell'energia e quella del necroplasma.